# Bettina Ricklefs
Bettina Ricklefs (* 1967 in Edinburgh, Vereinigtes Königreich) ist eine deutsche Filmproduzentin.

## Leben
Bettina Ricklefs studierte Medienwissenschaften, Neuere Deutsche Literaturgeschichte und Kommunikationswissenschaften in Nürnberg und München. Ab 1996 arbeitete sie in der Fernsehfilm-Redaktion des Südwestrundfunks in Baden-Baden, wo sie Co-Produktionen, Debütfilme und den Filmmittwoch betreute. 2003 wechselte sie zum Bayerischen Rundfunk, 2008 wurde sie dort Leiterin der Redaktion Fernsehfilm. 2011 übernahm sie die Leitung des Programmbereichs Spiel-Film-Serie.

## Filmografie (Auswahl)
- 2000: Der gerechte Richter
- 2002: Goebbels und Geduldig
- 2004: Stauffenberg
- 2004: Grüße aus Kaschmir
- 2005: Marias letzte Reise
- 2006: Silberhochzeit
- 2008: Und ewig schweigen die Männer
- 2008: In jeder Sekunde
- 2010: Seine Mutter und ich
- 2010: Liebe und andere Delikatessen
- 2012: Zappelphilipp
- 2012: Herbstkind
- 2014: Sein Name war Franziskus (Francesco)